# 眾愚政治
众愚政治（英語：ochlocracy），又譯暴民政治，是由一般群眾，形成不公正的多數主義（Majoritarianism），利用政府權威來進行恐嚇，以統治國家。用這種方式形成的政府形式，是一種失敗的民主政治，因為缺少公民討論的程序，或僅只有不完善的過程，因此無法反映出整個政體（polity）的意見。
此詞具贬义，用以來批評“多数主义”（Majoritarianism），詞義类近拉丁语「mobile vulgus」（意为「善变的人群」）；而光荣革命時期出現的「暴民」（英语：mob）一词，亦語源於該拉丁語詞彙。众愚政治在意义和用法上与现代的非正式术语“动员统治”同义，后者在18世纪作为口语新词出现。需要留意的是「众愚政治」與批评传统民主的「多数人暴政」類似但並不相同，前者中的群眾並不一定要是「多數人」。

## 词源学
这个词最早被希腊化时期的政治家和历史学家波利比乌斯在其著作《历史》中使用，用来描述一种“病态”的大众统治，与常态的正常运作的民主政体（democracy）相对应。
犹太教经典文献《塔木德》中曾多次使用“ochlos”这个词（此处“ochlos”泛指从“暴徒”，“民众”到“武装警卫”的一切东西）。《塔木德》的评注书《Rashi》中也有类似用法。
1584年，这个词从法语的“ochlocratie”被转写成英语。而这个法语词汇则源自古希腊语的“okhlokratia”，由 okhlos（意为“暴徒”）和 kratos（意为“规则，权力，力量”）构成。

## 术语意涵
古希腊政治哲學家認為，政治体制有三种“坏”形式：暴君制/僭主制、寡头制、暴民制/平民制，分别对应三种“好”政体：君主制、贵族制、民主制/共和制。（注：漢語对六种政体名称的翻译较为混乱，可能会产生误解。）他们区分“好”、“坏”的方式，则根据政府形式，“好”是为整个社会的利益，“坏”是为一个团体或个人的私人利益而牺牲正义。
“ochlocrat”可以指支持或（盲目）拥护众愚政治的人。可作形容词，等于 ochlocratic 或 ochlocratical 。
“暴民统治”的威胁来自于以下观点：民主政治应当立法保障少数群体或个人的利益，而暴民统治中，它们被短期煽动和道德恐慌所取代。

### 引用
1. ↑  . www.perseus.tufts.edu.   [2018-06-05]. （原始内容存档于2021-02-25）.

### 來源
- Erik von Kuehnelt-Leddihn (under pseudonym Francis Stuart Campbell), The Menace of the Herd, The Bruce Publishing Company, Milwaukee, 1943.
- Jesús Padilla Gálvez, Democracy in Times of Ochlocracy, Synthesis philosophica, Vol. 32 No. 1, 2017, pp. 167–178. （页面存档备份，存于）
- EtymologyOnLine （页面存档备份，存于）

## 外部連結
- 维基语录上有关眾愚政治的语录
- 维基词典中的词条「眾愚政治」